# Gero
Gero, supranumit cel Mare (în limba latină Magnus; n. 900 d.Hr. – d. 20 mai 965 d.Hr., Gernrode, Saxonia-Anhalt, Germania) a fost inițial conducătorul unei mărci de mici dimensiuni cu centrul la Merseburg pe care el a extins-o astfel încât a ajuns un vast teritoriu care i-a preluat numele devenind Marca lui Gero. La jumătatea secolului al X-lea el a fost conducătorul a ceea ce se cunoaște sub numele de Drang nach Osten (expansiunea germană spre răsărit).

## Succesiunea și primele conflictes
Gero era fiul margrafului Thietmar, tutore al regelui Germaniei Henric I Păsărarul. În continuare, Gero a fost numit de către regele Otto I cel Mare pentru a-i succeda fratelui său, Siegfried în pozițiile de conte și margraf în districtul de la frontiera cu triburile venzilor de pe valea inferioară a râului Saale, în 937. Această numire a întâmpinat opoziția lui Thankmar, fratele vitreg al regelui și văr al lui Siegfried, care s-a răsculat în 938 împotriva regelui Otto, alături de Eberhard de Franconia și de Wichmann cel Bătrân. Thankmar a murit după numai un an, iar complicii săi au început negocieri de pace cu Otto, drept pentru care Gero s-a menținut în funcție.
Pe parcursul răscoalei adversarilor săi, Gero condusese un război nefericit împotriva slavilor în 937–938. Pierderile suferite de trupele sale nu puteau fi refăcute, în condițiile în care slavii continuau să refuze plata tributului.

## Campaniile împotriva slavilor

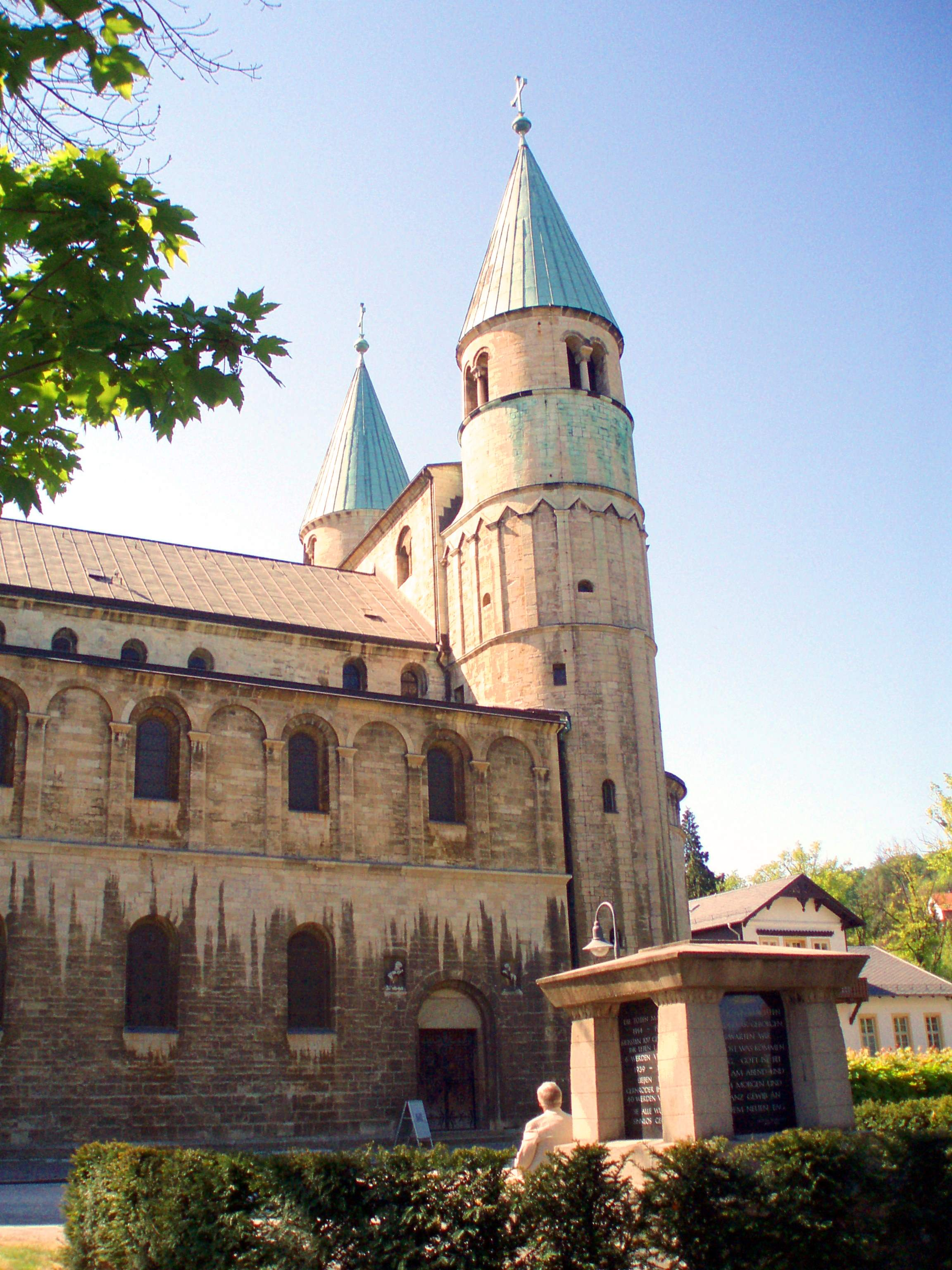
Sfântul Chiriac din Gernrode

În 939 un atac al slavilor obodriți a produs distrugerea unei armate germane și moartea unui margraf. Pentru a se răzbuna, Gero a invitat un număr de 30 de căpetenii slave la un banchet, unde a aranjat ca toți să fie uciși, unul singur dintre aceștia reușind să scape. În continuare, tribul stodoranilor s-a revoltat din nou împotriva stăpânirii germane de dincolo de Elba, însă Gero a reușit să reprime răscoala înainte de venirea regelui Otto I în Magdeburg la finele aceluiași an. Apoi l-a mituit pe Tugumir, un principe slav botezat, care și-a trădat compatrioții și și-a transformat poporul în supuși ai germanilor. Imediat după aceea, obodriții și vilzii s-au supus și ei.
În 954, pe când Gero era plecat, ukranii (sau ucrii) s-au răsculat, însă Gero a revenit alături de Conrad cel Roșu și i-a readus la pace.
În 955 câțiva conți din Saxonia s-au revoltat și au fost alungați de către ducele Herman de Saxonia. Ei au găsit refugiu în Swetlastrana, un oraș slav a cărui localizare nu se cunoaște, în care căpeteniile obodriților Nakon și Stoinegin (sau Stojgnev) își aveau rezidența. În acel loc, Herman i-a asediat până când s-a ajuns la un acord, însă neînțelegerile ulterioare au blocat închierea păcii. Obodriții, wilzii, Chrepienyanii, redarii și dolenzii s-au organizat apoi pentru a se opune sosirii armatei lui Gero, a regelui și a ducelui Liudolf de Suabia. După ce negocierile au eșuat ca urmare a termenilor duri pretinși de către germani, slavii au fost înfrânți într-o bătălie de pe râul Drosa.
Gero a participat la campaniile saxone împotriva slavilor din anii 957, 959 și 960, ca și la campania împotriva venzilor și l-a forțat pe regele Mieszko I al Poloniei să plătească tribut și să recunoască suveranitatea germană în timpul plecării regelui Otto I în Italia (962–963). Potrivit cronicarului Widukind de Corvey, Luzacia a fost supusă cu acea ocazie "până la ultimul grad de servitudine." Pe seama lui Gero este pusă și supunerea definitivă a triburilor slave ale liuticilor și milcienilor, ca și extinderea dominației germane asupra întregului teritoriu dintre Elbe și Bober. În aceste teritorii, populația slavă a fost redusă la servitute, iar „popoarele plătitoare de tribut” s-au transformat în „țărani plătitori de cens”.

## Relația cu Biserica și familia
Gero a avut o relație strânsă cu regele Otto I. De altfel, Otto era nașul fiului mai mare al lui Gero, Siegfried, căruia i-a conferit villae-le de la Egeln și Westeregeln din Schwabengau în 941. Ca act de devoțiune, Gero a întreprins un pelerinaj la Roma în 959 după moartea lui Siegfried. În 960, în numele lui Siegfried, el a întemeiat o mănăstire romanică (sub hramul Sfântului Chiriac) în pădurea care îi purta numele, Geronisrode (Gernrode), căreia i-a lăsat o mare parte din vasta sa avere.. 
Între timp, și cel de al doilea fiu al său, Gero al II-lea, încetase din viață. În ceea ce privește pe soția sa, s-au emis ipoteze asupra numelui ei: fie era vorba de Judith fie de  Thietswinda.

## Moartea și împărțirea moștenirii

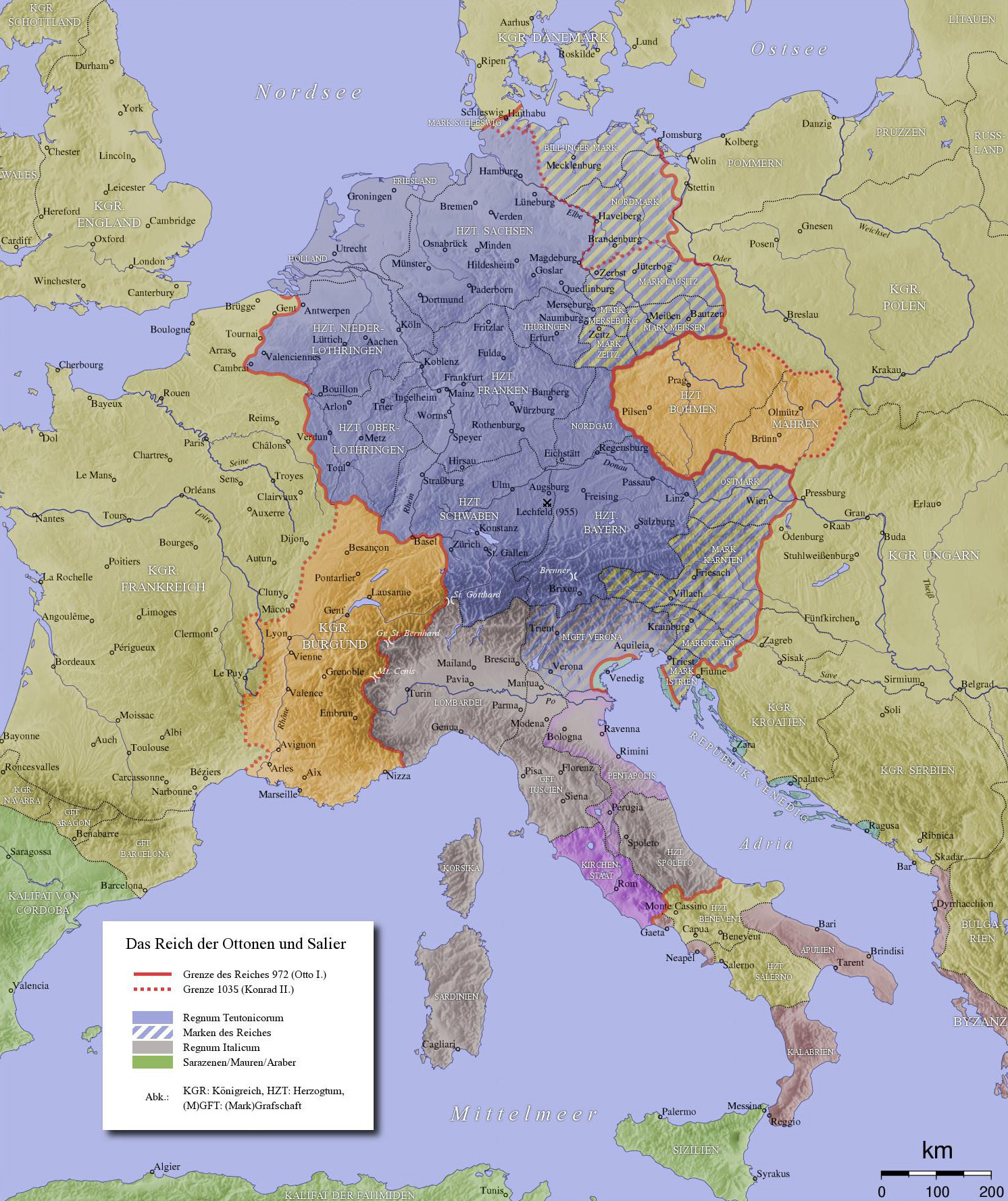
Marca lui Gero (hașurată), corespunzând cu 3/4 din mărcile din Saxonia: Marca Nordului, Marca de Luzacia, Marca de Merseburg, Marca de Meissen și Marca de Zeitz.

La moartea lui Gero, marca sa era extinsă până la râul Neisse. El nu fusese popular în rândul nobilimii saxone în acel moment, din cauza simțului său moral ridicat și mai ales a originii sale inferioare. Cu toate acestea, el a fost celebrat în Nibelungenlied ca marcgrâve Gêre. Mormântul lui Gero poate fi văzut și astăzi în Gernrode, în jurul lui 1350 adăugându-i-se o pictură decorativă, care îl reprezintă ca stând deasupra unui vend înfrânt.
După moartea lui Gero, întinsul teritoriu pe care el îl cucerise a fost divizat de către împăratul Otto cel Mare în câteva mărci: Marca Nordului (sub Dietrich de Haldensleben), Ostmark (sub Odo I), Marca de Meissen (sub Wigbert), Marca de Merseburg (sub Gunther) și Marca de Zeitz (sub Wigger I). Ulterior Marca Nordului a fost la rândul ei împărțită în Marca de Landsberg, Marca de Luzacia și Marca de Brandenburg.
Divizarea vastei mărci a lui Gero avea probabil la bază imensa sa dimensiune și totodată nevoia politică a lui Otto I de a încerca să satisfacă pe cât mai mulți dintre supușii și a-i menține în starea de loialitate. Subdiviziunile în care ea a fost împărțită erau oricum pe baze naturale.